# بول كوردا
بول كوردا (بالإنجليزية: Paul Korda)‏ هو مغن مؤلف بريطاني، ولد في 1948 في سنغافورة.

## وصلات خارجية
- الموقع الرسمي
- بول كوردا على موقع IMDb (الإنجليزية)
- بول كوردا على موقع ميوزك برينز (الإنجليزية)
- بول كوردا على موقع ديسكوغز (الإنجليزية)